# Bajo Duero
El Bajo Duero es una subcuenca de explotación dentro de la Cuenca Hidrográfica del Duero.Entre los afluentes del Duero en esta área encontramos los ríos Zapardiel, Trabancos y Guareña, por margen izquierda y los ríos Hornija y Valderaduey (desde confluencia con el río Sequillo) y los ríos afluentes de los anteriores: Valtodano (afluente del Zapardiel), Regamón (afluente del Trabancos), Mazores (afluente del Guareña), Bajoz (afluente del río Hornija) y el río Salado (afluente del Valderaduey). 

## Ríos del Bajo Duero
Al Bajo Duero (en orden de longitud) pertenecen los siguientes ríos de interés:
|                                                           | Longitud                                                                                     | Nacimiento                                                                 | Desemebocadura                                                                   | Espacios protegidos | Imagen |
| --------------------------------------------------------- | -------------------------------------------------------------------------------------------- | -------------------------------------------------------------------------- | -------------------------------------------------------------------------------- | --- | ------ |
| Río Duero (Bajo Duero)                                    | Desde la desembocadura del río Pisuerga hasta la presa de Castro. (Castro de Alcañices)      | -                                                                          | -                                                                                | ZEPA "Cañones del Duero", LIC "Riberas del río Duero y afluentes", LIC "Riberas de Castronuño"                                               |        |
| Río Zapardiel                                             | 105,10 Km                                                                                    | Laguna de San Martín de las Cabezas. T.M. de El Parral (Ávila)             | M.I. del río Duero. T.M. de Tordesillas (Valladolid)                             | ZEPA e IBA "Tierra de Campiñas" y ZEPA "La Nava-Rueda". ZEC y LIC "Humedales de los Arenales", LIC "Riberas del río Duero y afluentes"       |        |
| Río Trabancos                                             | 81,65 Km                                                                                     | La Moraña. T.M. de Blascomillán (Ávila)                                    | M.I. del río Duero. T.M. de Pollos (Valladolid).                                 | ZEPA e IBA "Tierra de Campiñas", en su desembocadura entra en Riberas de Castronuño - Vega del Duero                                         |        |
| Río Guareña                                               | 65,12 Km                                                                                     | T.M. de Orbada (Salamanca).                                                | El Guejo. M.I. del río Duero. T.M. de Toro (Zamora).                             | ZEPAs "Llanuras del Guareña" y "Tierra de Campiñas"                                                                                          |        |
| Río Hornija                                               | 64 Km                                                                                        | Fuente Porras, La Mudarra                                                  | Río Duero, junto a Villaguer                                                     | LIC "Riberas del río Duero y afluentes". |        |
| Río Bajoz                                                 | 51,59 Km                                                                                     | Fuente La Panadera. Valle de San Andrés. T.M. de Castromonte (Valladolid). | M.D. del río Hornija. Villaguer. TT.MM. de Toro y San Román de Hornija (Zamora). | LIC "Montes Torozos y Páramos de Torquemada-Astudillo"                                                                                       |        |
| Río Valderaduey (desde la desembocadura del río Sequillo) | El tramo del Bajo Duero corresponde a los últimos 39,09 Km (en total el río mide 158,53 Km), | Monte de Riocamba T.M. de Renedo de Valderaduey                            | Río Duero en Zamora                                                              | LIC y ZEPA "Tierra del Pan" y LIC "Riberas del Duero y afluentes"                                                                            |        |
| Río Salado                                                | 33,43 Km                                                                                     | Villafáfila                                                                | M. D. del río Valderaduey en Molacillos                                          | Reserva Natural de las Lagunas de Villafáfila y LIC y ZEPA lagunas de Villafáfila                                                            |        |
| Río Regamón                                               | 29,4 Km                                                                                      | Laguna de Pinaderos (T.M de Gimialcón, Ávila)                              | M.D. del Río Trabancos en Horcajo de las Torres                                  | ZEPA e IBA "Tierra de Campiñas". Recogido en el IEZH en su nacimiento por la Laguna de Pinaderos (Zona Húmeda Protegida)                     |        |
| Río Mazores                                               | 26,96 Km                                                                                     | Zorita de la Frontera                                                      | M. del río Guareña en Vallesa de la Guareña                                      | ZEPA "Tierra de Campiñas" |        |
| Río Valtodano                                             | 17,5 Km                                                                                      | Laguna del Regajal (T.M. de Donjimeno, Ávila)                              | M.D. del río Zapardiel, (T.M. de Castellanos de Zapardiel, Ávila)                | ZEPA "Tierra de Campiñas" e IBA "Tierra de Campiñas". Recogido en el IEZH en su nacimiento por la Laguna del Regajal (Zona Húmeda Protegida) |        |

## Otros ríos menores
| Río           | Longitud | Nacimiento           | Desembocadura                                 | Espacios protegidos             | Imagen |
| ------------- | -------- | -------------------- | --------------------------------------------- | ------------------------------- | ------ |
| Río Minine    | 24,82 Km | Gimialcón            | M.D. del Río Regamón en Horcajo de las Torres | ZEPA e IBA "Tierra de Campiñas" |        |
| Río Hontanija | 21,24 Km | Villanubla           | M. I. del río Hornija en Torrelobatón         | -                               | -      |
| Río Poveda    | 17,5 Km  | Poveda de las Cintas | M.D. del río Mazores en Cantalapiedra         | -                               | -      |
| Río Narros    | 6,1 Km   | Herreros de Suso     | M. I del río Trabancos en Narros del Castillo | -                               | -      |
| Río Salido    | 4,81 Km  | Fontiveros           | M. D del río Zapardiel en Fontiveros          | -                               | -      |